# Frévent
Frévent és un municipi francès situat al departament del Pas de Calais i a la regió dels Alts de França. L'any 2007 tenia 3.745 habitants.

## Demografia

### Població
El 2007 la població de fet de Frévent era de 3.745 persones. Hi havia 1.450 famílies de les quals 509 eren unipersonals (143 homes vivint sols i 366 dones vivint soles), 363 parelles sense fills, 450 parelles amb fills i 128 famílies monoparentals amb fills.
La població ha evolucionat segons el següent gràfic:
Habitants censats

### Habitatges
El 2007 hi havia 1.710 habitatges, 1.482 eren l'habitatge principal de la família, 109 eren segones residències i 119 estaven desocupats. 1.345 eren cases i 309 eren apartaments. Dels 1.482 habitatges principals, 717 estaven ocupats pels seus propietaris, 738 estaven llogats i ocupats pels llogaters i 27 estaven cedits a títol gratuït; 57 tenien una cambra, 76 en tenien dues, 256 en tenien tres, 450 en tenien quatre i 643 en tenien cinc o més. 750 habitatges disposaven pel capbaix d'una plaça de pàrquing. A 728 habitatges hi havia un automòbil i a 278 n'hi havia dos o més.

### Piràmide de població
La piràmide de població per edats i sexe el 2009 era:
| Homes | Edats   | Dones |
| ----- | ------- | ----- |
| 0     | 95 o +  | 8     |
| 0     | 90 a 94 | 28    |
| 28    | 85 a 89 | 60    |
| 36    | 80 a 84 | 68    |
| 72    | 75 a 79 | 140   |
| 92    | 70 a 74 | 136   |
| 100   | 65 a 69 | 132   |
| 100   | 60 a 64 | 80    |
| 76    | 55 a 59 | 76    |
| 108   | 50 a 54 | 108   |
| 128   | 45 a 49 | 132   |
| 140   | 40 a 44 | 100   |
| 108   | 35 a 39 | 156   |
| 140   | 30 a 34 | 96    |
| 116   | 25 a 29 | 112   |
| 100   | 20 a 24 | 80    |
| 188   | 15 a 19 | 116   |
| 140   | 10 a 14 | 148   |
| 140   | 5 a 9   | 124   |
| 116   | 0 a 4   | 136   |

## Economia
El 2007 la població en edat de treballar era de 2.152 persones, 1.351 eren actives i 801 eren inactives. De les 1.351 persones actives 1.090 estaven ocupades (676 homes i 414 dones) i 261 estaven aturades (124 homes i 137 dones). De les 801 persones inactives 169 estaven jubilades, 221 estaven estudiant i 411 estaven classificades com a «altres inactius».

### Ingressos
El 2009 a Frévent hi havia 1.494 unitats fiscals que integraven 3.622,5 persones, la mediana anual d'ingressos fiscals per persona era de 11.807 €.

### Activitats econòmiques
Dels 153 establiments que hi havia el 2007, 1 era d'una empresa extractiva, 4 d'empreses alimentàries, 1 d'una empresa de fabricació d'elements pel transport, 6 d'empreses de fabricació d'altres productes industrials, 12 d'empreses de construcció, 41 d'empreses de comerç i reparació d'automòbils, 4 d'empreses de transport, 19 d'empreses d'hostatgeria i restauració, 10 d'empreses financeres, 2 d'empreses immobiliàries, 18 d'empreses de serveis, 25 d'entitats de l'administració pública i 10 d'empreses classificades com a «altres activitats de serveis».
Dels 42 establiments de servei als particulars que hi havia el 2009, 1 era una oficina d'administració d'Hisenda pública, 1 gendarmeria, 1 oficina de correu, 6 oficines bancàries, 2 funeràries, 3 tallers de reparació d'automòbils i de material agrícola, 1 taller d'inspecció tècnica de vehicles, 2 autoescoles, 3 guixaires pintors, 1 fusteria, 3 lampisteries, 2 electricistes, 1 empresa de construcció, 4 perruqueries, 3 veterinaris, 6 restaurants, 1 tintoreria i 1 saló de bellesa.
Dels 20 establiments comercials que hi havia el 2009, 2 eren supermercats, 1 un supermercat, 2 fleques, 3 carnisseries, 1 una peixateria, 4 botigues de roba, 1 una botiga de roba, 2 botigues d'electrodomèstics i 4 floristeries.
L'any 2000 a Frévent hi havia 7 explotacions agrícoles.

## Equipaments sanitaris i escolars
El 2009 hi havia 1 un hospital de tractaments de llarga durada, 3 farmàcies i 1 ambulància.
El 2009 hi havia 1 escola maternal i 2 escoles elementals. Frévent disposava de 2 col·legis d'educació secundària amb 614 alumnes.

## Poblacions més properes
El següent diagrama mostra les poblacions més properes.